# 維利斯克
50°23′9″N 28°30′55″E / 50.38583°N 28.51528°E
維利斯克（羅馬化：Vilsk）是烏克蘭北部的村莊，隸屬日托米爾州的日托米爾區。該村處於利索瓦卡緬卡河畔，始建於1617年，面積2.03平方公里，海拔高度205米，2001年人口707。